# Valentino Bucchi
Pour les articles homonymes, voir Bucchi.
Valentino Bucchi (né le 29 novembre 1916 à Florence – mort le 8 mai 1976 à Rome) est un compositeur et enseignant italien du XXe siècle.

## Biographie
Peu de temps après son décès a été instituée une fondation qui porte son nom et dont le siège est à Rome. Cette institution publie toutes les compositions de Valentino Bucchi (dans de nouvelles éditions critiques), et organise un concours international de composition et d'interprétation musicale, concours très réputé.

## Œuvres
Beaucoup de musique vocale, de pièces pour solistes (voix, piano, clarinette, violoncelle, harpe...) et de musique de chambre :
Opéra
- Il gioco del barone (1937)
- Laudes Evangelii (avec corps de ballet) (1952)
- Li gieus de Robin et de Marion (1953)
- Il contrabbasso (1953-54)
- Orfeo di Monteverdi (1966-67)

Ballet
- Mirandolina (1956-57)

Concertos
- Pianto delle creature (1947)
- Concerto in rondò (1957)
- Piccolo concerto (1973)

Mélodies chant/piano
- Quattro liriche (1935-40)
- Tre poesie di Noventa (1940)
- Ninna òoo (1940)
- La principessa e il pisello (1942)

Pièces particulièrement originales :
- Racconto siciliano (1955). Ballet pour deux piano
- Serenata (1941). Pour 11 instruments (/solistes)
- Battaglia (1973). Pour trompette, timbale et tambour.
- Lettres de la religieuse portugaise (1970). Mélodie pour voix féminine a cappella.
- Sonatina (1944). Pour harpe.
- Concerto (1969). Pour clarinette solo.

## Sources
- (it) Cet article est partiellement ou en totalité issu de l’article de Wikipédia en italien intitulé « Valentino Bucchi » (voir la liste des auteurs).